# Тхапсаев, Владимир Васильевич
Влади́мир Васи́льевич Тхапса́ев (осет. Тæбæхсæуты Бало; 1910—1981) — советский осетинский актёр театра и кино. Народный артист СССР (1960). Лауреат Государственной премии РСФСР имени К. С. Станиславского (1968). 

## Биография
Родился 2 (15) июля 1910 года (на могильной плите указан год рождения — 1912) в Ардоне (ныне в Северной Осетии).
Рано остался без родителей. В 12 лет увлёкся театром после того, как увидел однажды на любительской сельской сцене постановку пьесы Е. Ц. Бритаева «Две сестры».
Юношей работал на строительстве первой на Северном Кавказе высокогорной Гизельдонской ГЭС, затем на шахтах и обогатительной фабрике Садонского свинцово-цинкового комбината. В 30-х годах работал на строительстве Комсомольска-на-Амуре. Здесь впервые раскрылся его незаурядный сценический талант.
Учился в Краснодарском дорожно-строительном техникуме.
Вернувшись домой, в Северную Осетию, стал одним из активистов действовавшего тогда в республике молодёжного агитационного Театра малых форм (Темаф). С 1933 года учился в студии при Русском театре в Орджоникидзе (ныне Владикавказ).
С 1935 года — актёр Северо-Осетинского драматического театра (Орджоникидзе). Исполнил огромный классический и осетинский репертуар. 
Гастролировал по Советскому Союзу, Европе, Африке.
Член СК СССР
Член ВКП(б) с 1948 года. Депутат ВС СССР 6-го (1962—1966) и 9-го (1974—1979) созывов, Верховного Совета Северо-Осетинской АССР 2-5-го созывов.
Скончался 8 октября 1981 года (по другим источникам — 22 октября) в Орджоникидзе. Похоронен в Пантеоне (в ограде Осетинской церкви), рядом с основоположником осетинской литературы К. Хетагуровым.

## Звания и награды
- народный артист Северо-Осетинской АССР (1940)
- заслуженный артист РСФСР (1949)
- народный артист РСФСР (1956)
- народный артист СССР (1960)
- Государственная премия РСФСР имени К. С. Станиславского (1968) — за исполнение ролей в спектаклях «Отелло» У. Шекспира, «Сармат и его сыновья» Н. М. Саламова, «Чёрная девушка» Р. В. Хубецовой, «Горячее сердце» А. Н. Островского на сцене Северо-Осетинского ГМДТ
- Республиканская премия Северо Осетинской АССР имени К. Хетагурова (1965).[5])[6]
- орден Ленина
- орден Октябрьской революции (1980)
- орден Трудового Красного Знамени (1970)
- орден «Знак Почета»
- медали
- Две Золотые медали ВДНХ

- В 1964 году, во время празднования 400-летия со дня рождения У. Шекспира в Королевском театре в Лондоне, был отмечен королевой Елизаветой как лучший в мире исполнитель роли Отелло[7]. В. Тхапсаев исполнял её на осетинском языке в составе труппы актёров ведущих театров мира, приглашённых в столицу Великобритании для постановки трагедии У. Шекспира.

## Роли в театре
- «Адвокат Патлен», анонимный французский фарс XV века (дебют) — Судья Бартолен
- «Две сестры» Е. Ц. Бритаева — Старик Татаркан
- «Сармат и его сыновья» Н. М. Саламова — Сармат
- «Чёрный туман» Г. С. Джимиева — Дзамболат
- «Ревизор» Н. В. Гоголя — Городничий
- «Егор Булычов и другие» М. Горького — Егор Булычёв
- «Победители» Б. Ф. Чирскова — Кирилл Степанович Муравьев
- «Отелло» Шекспира — Отелло
- «Король Лир» Шекспира — Лир
- «Макбет» Шекспира — Макбет
- «Перед заходом солнца» Г. Гауптмана — Маттиас Клаузен
- «Горячее сердце» А. Н. Островского — Тарас Тарасович Хлынов
- «Любовь Яровая» К. А. Тренёва — Швандя
- «Кремлёвские куранты» Н. Погодина — Антон Иванович Забелин
- «Макар Дубрава» А. Е. Корнейчука — Макар Иванович Дубрава
- «Великий еретик» И. И. Персонова и Г. В. Добржинского — Галилей
- «Иные нынче времена» А. А. Цагарели — Князь
- «Ханума» А. А. Цагарели — Князь Пантиашвили
- «Чермен» Г. Д. Плиева — Чермен
- «Мать сирот» Д. А. Туаева — Амырхан
- «Чёрная девушка» Р. В. Хубецовой — Батырбек
- «Святая святых» И. П. Друцэ — 'Михай Груя
- «Под золотым орлом» Я. А. Галана — Макаров
- «Поминальщики» Д. А. Туаева  — Бетре

## Фильмография
- 1957 — Так рождается песня — Гара Магома
- 1958 — Фатима — князь Алимбек
- 1959 — Сын Иристона — Коста Хетагуров
- 1962 — Я буду танцевать — Алисултан
- 1967 — Возвращение Коста — Каханов
- 1968 — Возвращение командира — Шеров
- 1969 — Жизнь, ставшая легендой — отец Залины
- 1970 — Чермен — Бестол
- 1974 — В горах реки бурные
- 1975 — Оглянись, найдешь друзей
- 1975 — Когда дрожит земля — Али
- 1977 — Встреча проездом (короткометражный) — Тага

Участие в фильмах
- 1967 — Знакомьтесь, Владимир Тхапсаев (документальный)

## Память
- Имя актёра носит Северо-осетинский государственный академический театр, которому он посвятил всю свою жизнь.
- Имя актёра носит Театральный музей республики[8].
- Учреждена премия имени В. Тхапсаева, среди её лауреатов — Б. Ватаев.
- Во Владикавказе проводится театральный фестиваль памяти В. Тхапсаева[9].
- Во Владикавказе именем В. Тхапсаева названа улица.
- Портрет В. Тхапсаева, в образе Короля Лира, написанный М. Тугановым в 1949 году.
- Портрет В. Тхапсаева, написанный народным художником СССР, академиком В. Орешниковым в 1955 году.
- Портрет В. Тхапсаева, в образе Отелло, написанный народным художником РСФСР А. Джанаевым в 1960 году.
- К 100-летию со дня рождения актёра, был снят документальный фильм «100 лет шекспировских страстей», реж. Ирина Каргинова.
- На доме, где жил В. В. Тхапсаев установлена Мемориальная доска. Владикавказ, ул. Горького, 30.